# TUL-Cup
Der TUL-Cup ist ein seit 1920 mit Unterbrechungen ausgetragener Fußballwettbewerb des Arbeitersportverbandes TUL (Suomen Työväen Urheiluliitto). Der Sieger des TUL-Cups ist finnischer Meister des Arbeitersportverbandes, jedoch spielen seit 1949 alle TUL-Vereine im Ligensystem der SPL (Suomen Palloliitto), dem finnischen Fußballverband. Deshalb wird der TUL-Cup seit 1949 nur noch im Pokalformat ausgespielt.
Rekordsieger ist der FC KooTeePee aus Kotka, der aus dem Verein Kotkan Työväen Palloilijat hervorgegangen ist. Zusammen gewannen die Spieler Kotkas den TUL-Cup 13-mal, zuletzt 2012.(Stand 2018)

## Geschichte
Die Suomen Työväen Urheiluliitto wurde 1919 gegründet. Bereits 1920 wurde die erste Fußballmeisterschaft dieses Verbandes ausgespielt. Helsingin Kullervo gewann im Finale des Pokals gegen Kuopion Riento mit 13:1. Bis 1932 sollte der Wettbewerb im Pokalmodus ausgetragen werden. Danach wurde der TUL-Meister in einer Liga ausgespielt. Während des Kriegs kehrte man wieder zum Pokalmodus zurück. 1948 fand eine Vereinigungsrunde mit den Mannschaften des nationalen Sportverbandes statt. Die Mannschaften, die sich sportlich qualifiziert hatten, nahmen an der Mestaruussarja 1949 teil, in der dann erstmals Vereine beider Verbände zusammen spielen sollten. 
Von 1956 bis 1972 wurde das Turnier ganz ausgesetzt. Die TUL besann sich jedoch auf ihre Tradition und führte 1973 den TUL-Cup wieder ein, der bis heute auch nach der Einführung eines neuen Dachverbandes im finnischen Sport Mitte der 1990er-Jahre ausgespielt wird.

## Siegerliste
| - 1920 Helsingin Kullervo - 1921 Helsingin Kullervo - 1922 Helsingin Kullervo - 1923 Helsingin Kullervo - 1924 Helsingin Kullervo - 1925 Helsingin Kullervo - 1926 Töölön Vesa - 1927 Helsingin Jyry - 1928 Helsingin Kullervo - 1929 Turun Weikot - 1930 Töölön Vesa - 1931 Talikkalan Toverit - 1932 Tampereen Pallo-Veikot - 1933 Talikkalan Toverit - 1934 Tampereen Pallo-Veikot - 1935 Töölön Vesa - 1936 Töölön Vesa - 1937 Kotkan Työväen Palloilijat - 1938 Tampereen Pallo-Veikot - 1939 Kotkan Työväen Palloilijat - 1940 Tampereen Pallo-Veikot - 1941 nicht beendet - 1942 nicht ausgetragen - 1943 Tampereen Pallo-Veikot - 1944 nicht beendet - 1945 Helsingin Kullervo - 1946 Tampereen Pallo-Veikot - 1947 Kotkan Työväen Palloilijat - 1948 Rauman Työväen Urheilijat | - 1949 Kotkan Työväen Palloilijat - 1950 Kotkan Työväen Palloilijat - 1951 Kotkan Työväen Palloilijat - 1952 Kotkan Työväen Palloilijat - 1953 Turun Pyrkivä - 1954 Turun Pyrkivä - 1955 Karihaaran Tenho - 1956–1972 nicht ausgetragen - 1973 Kemin Into - 1974 Turun Pyrkivä - 1975 Turun Pyrkivä - 1976 Kemin Into - 1977 Mikkelin Pallo-Kissat - 1978 Turun Pyrkivä - 1979 Jyväskylän Pallokerho - 1980 Oulun Työväen Palloilijat - 1981 Kotkan Työväen Palloilijat - 1982 Porin Pallo-Toverit - 1983 Kotkan Työväen Palloilijat - 1984 Kuopion Elo - 1985 Porin Pallo-Toverit - 1986 Oulun Työväen Palloilijat - 1987 Porin Pallo-Toverit - 1988 Kuopion Elo - 1989 Oulun Työväen Palloilijat - 1990 Porin Pallo-Toverit - 1991 Oulun Työväen Palloilijat - 1992 Vantaan Palloilijat - 1993 FC Jazz Pori | - 1994 Tampereen Pallo-Veikot - 1995 Helsingin Ponnistus - 1996 FC Jazz Pori - 1997 Tampereen Pallo-Veikot - 1998 FC Jazz Pori - 1999 Kajaanin Haka - 2000 Tampereen Peli-Pojat-70 - 2001 Tampereen Peli-Pojat-70 - 2002 FC Jazz Pori - 2003 Tampereen Peli-Pojat-70 - 2004 FC KooTeePee Kotka - 2005 FC KooTeePee Kotka - 2006 FC Kiisto Vaasa - 2007 Tampereen Pallo-Veikot - 2008 Kotkan Työväen Palloilijat - 2009 Warkauden Jalkapalloklubi - 2010 FC KooTeePee Kotka - 2011 Jyväskylän Seudun Palloseura - 2012 FC KooTeePee Kotka - 2013 nicht ausgetragen - 2014 SisuP Seinäjoki - 2015 nicht ausgetragen - 2016 Tampereen Pallo-Veikot - 2017 ToVe Pori - 2018 Mikkelin Pallo-Kissat |